# Charles Francis Buddy
Charles Francis Buddy (San José, Misuri, 4 de octubre de 1887-6 de marzo de 1966) fue un obispo católico estadounidense que sirvió como el primer obispo de la creada Diócesis de San Diego desde el 31 de octubre de 1936 hasta el día de su fallecimiento, fue ordenado sacerdote en la Diócesis de San José en Misuri, en la cual sirvió hasta el día de su nombramiento como obispo; fue también uno de los padres conciliares en la primera sesión del Concilio Vaticano II.